# TJ SK Jevíčko
TJ SK Jevíčko je český fotbalový klub, který sídlí v Jevíčku v Pardubickém kraji. Od sezony 2009/10 působící v II. třídě okresu Svitavy (8. nejvyšší soutěž). Největším úspěchem klubu je účast v I.B třídě Pardubického kraje, naposledy v sezoně 2008/09. Klubové barvy jsou červená a bílá. Klub byl založen v roce 1920.
Domácí zápasy odehrává na stadionu u nádraží kterému se přezdívá "Eská".

## Současné vedení a umístění
| Název        | TJ SK Jevíčko, oddíl kopané |
| Soutěž       | II. třída okresu Svitavy    |
| Vedení klubu |                             |
| Předseda:    | Roman Seknička              |
| Jednatel:    | Mgr.Josef Huf               |
| Trenér:      | Leopold Továrek             |
| Správce:     | Kryštof Trávníček           |

## Soupiska A mužstva

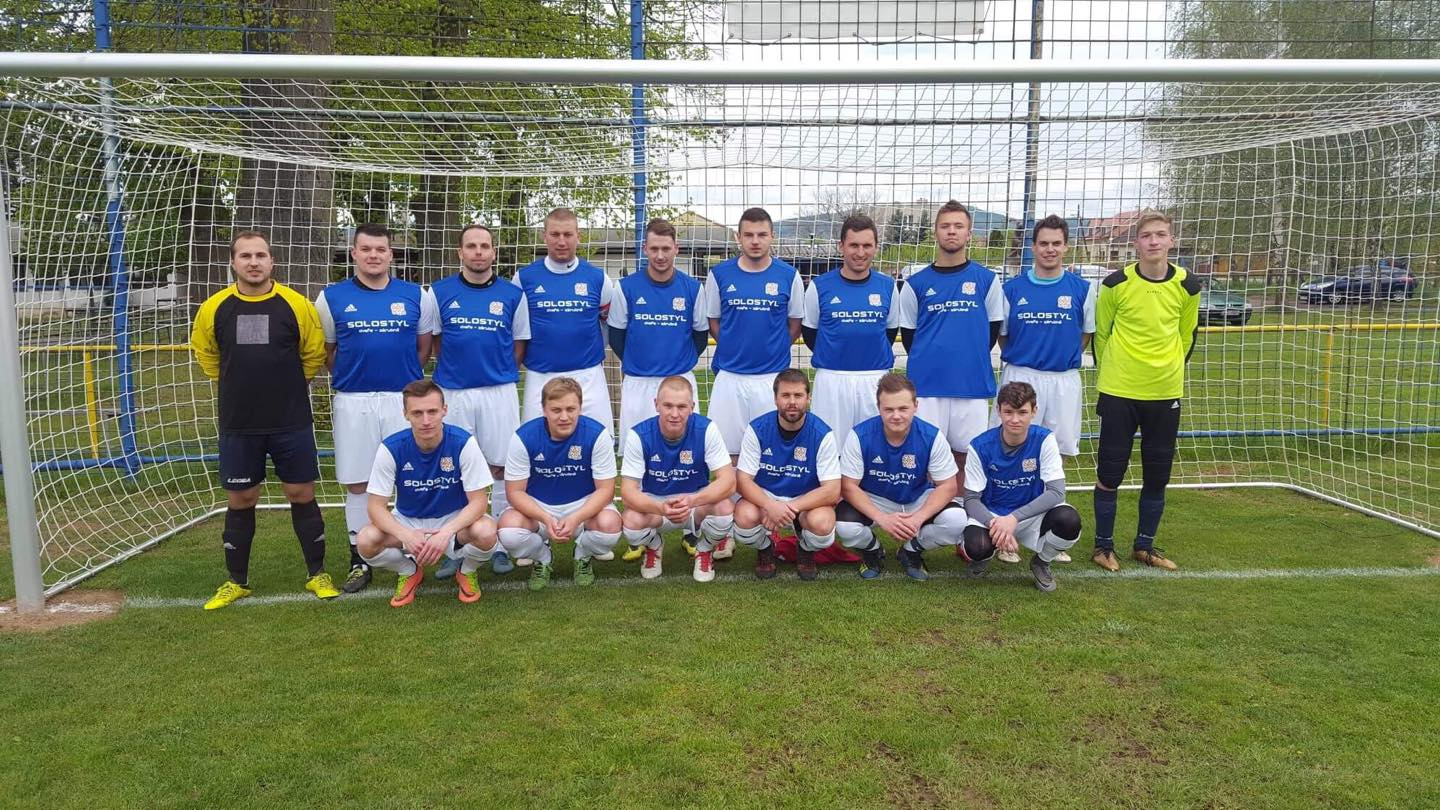
5.5.2019

Aktuální k datu: 1. prosince 2023

### Brankáři

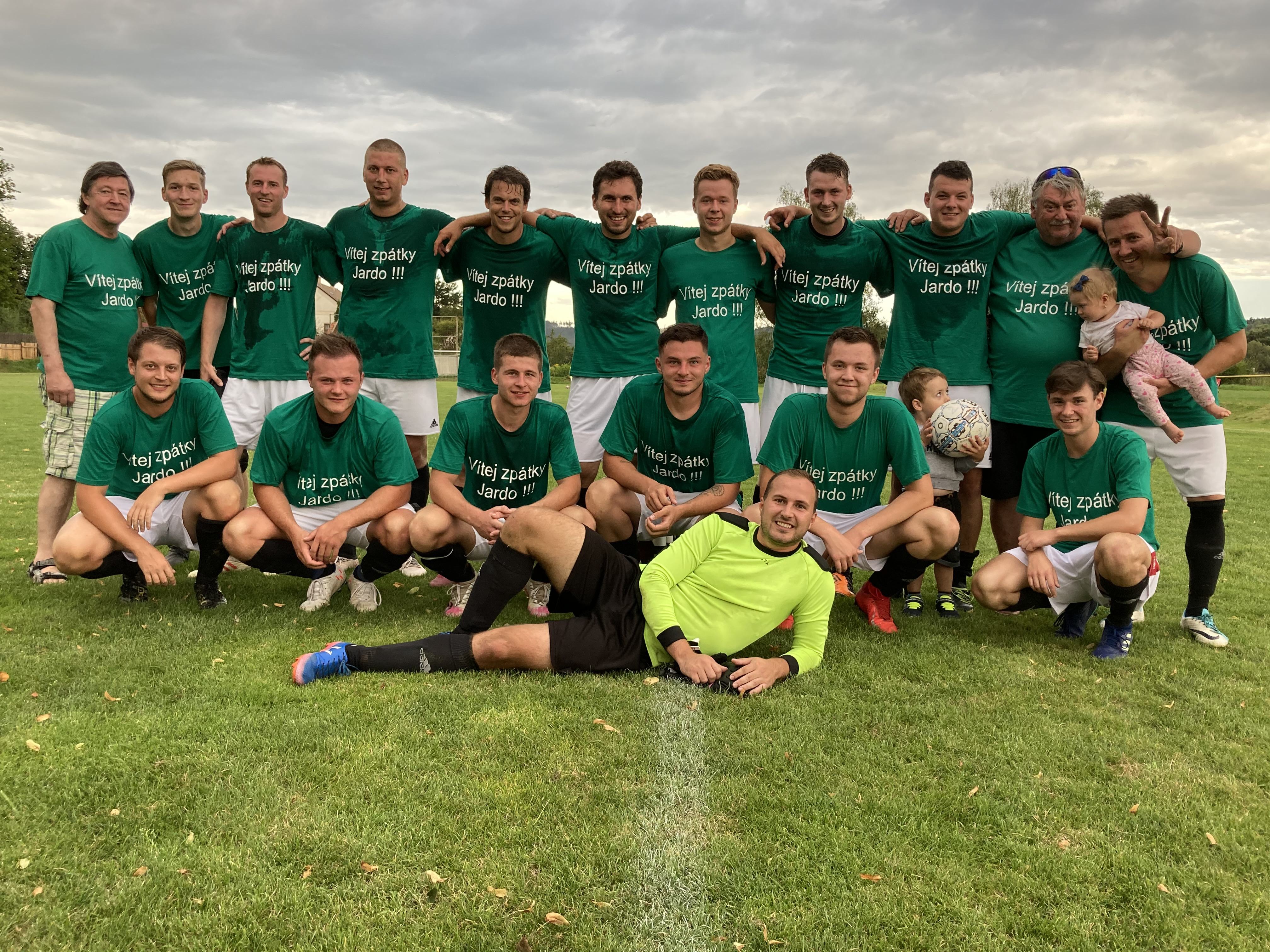
23.8.2020

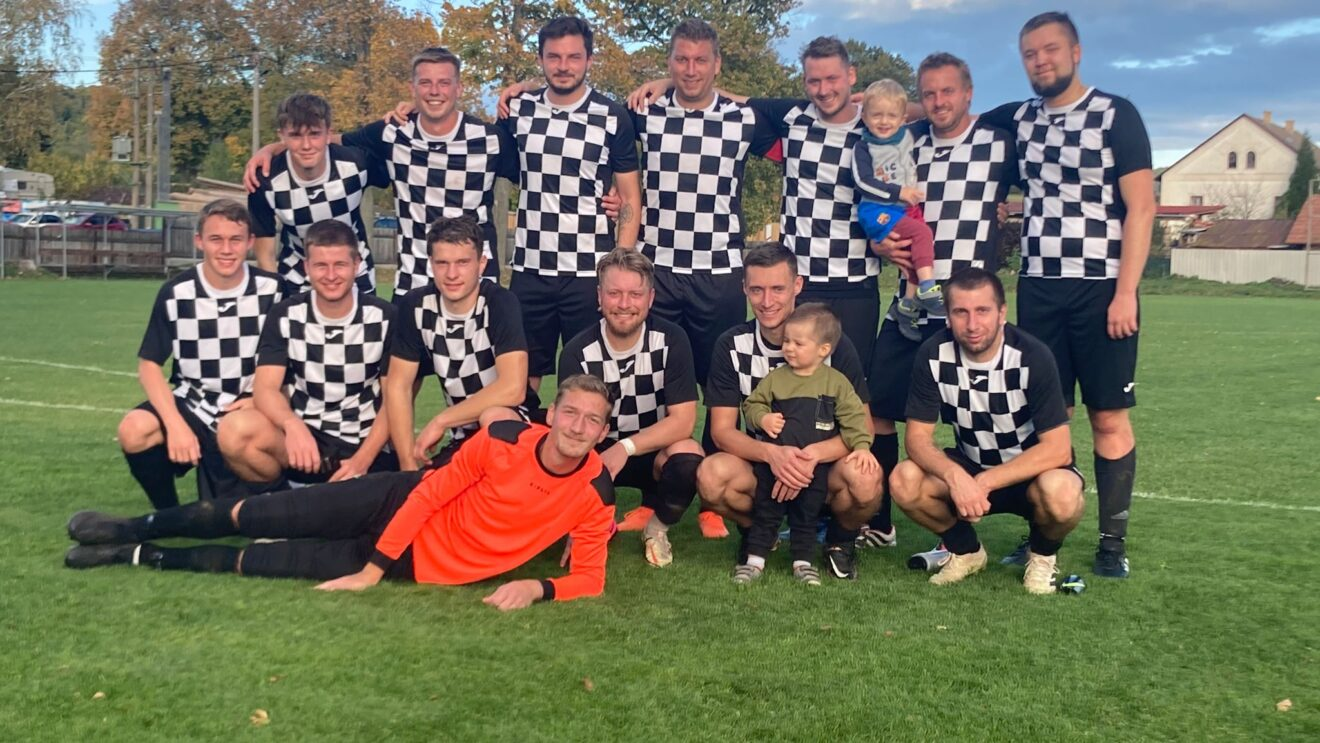
21.10.2023 TJ SK Jevíčko 10:0 TJ Sokol Němčice

- Kryštof Trávníček

- Lukáš Dostál
- Jan Mlčoch

### Obránci

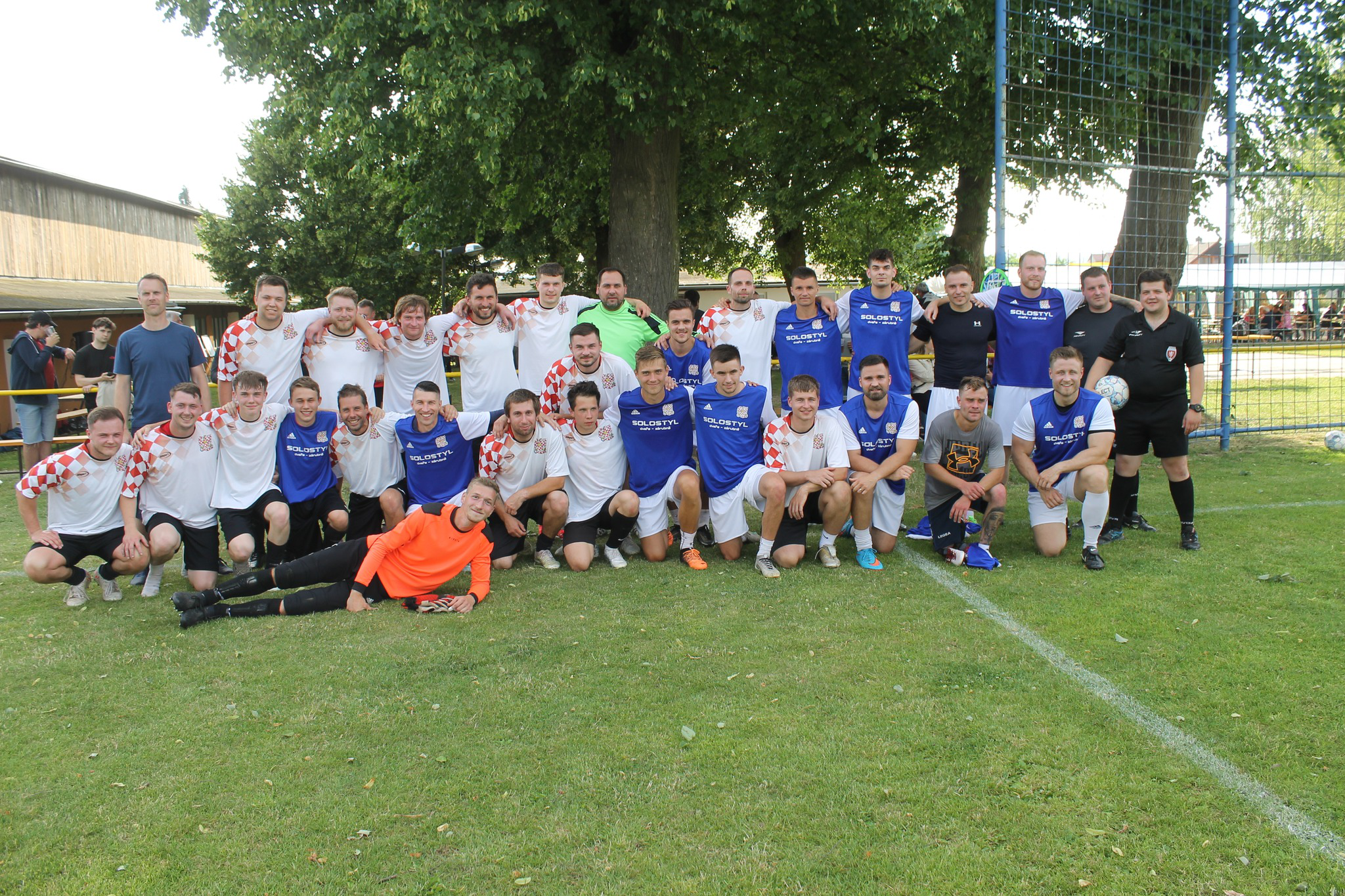
TJ SK Jevíčko, exhibiční utkání v rámci sportovního dne na Eská 24.6.2023

- Jaroslav Vašíček
- Tomáš Vybral
- Ondra Jakab
- Roman Seknička
- Martin Appel

### Záložníci
- Adam Bartuněk
- Tomáš Červinka
- Tomáš Klein
- Robin Marek
- Michal Holub
- Karel Štindl
- Ondřej Václavek (K)

### Útočníci
- Tomáš Müller
- Jiří Linhart
- Jiří Pospíšil
- Filip Havlíček
- Lukáš Khýr

### Realizační tým
- Trenér: Leopold Továrek[1]

Oficiální soupiska

## Umístění A mužstva v jednotlivých sezonách
Legenda: Z – zápasy, V – výhry, R – remízy, P – porážky, VG – vstřelené góly, OG – obdržené góly, +/- – rozdíl skóre, B – body
| Sezóny       | Soutěž              | Úroveň | Z  | V  | R | P  | VG | OG | +/- | B  | Pozice |
| ------------ | ------------------- | ------ | -- | -- | - | -- | -- | -- | --- | -- | ------ |
| 1986/1987    | Okresní přebor      | 8      | 26 | 14 | 6 | 6  | 63 | 37 | 26  | 34 | 1.     |
| 1990/1991    | Okresní přebor      | 8      | 26 | 11 | 6 | 9  | 52 | 38 | 10  | 28 | 6.     |
| 2004/2005    | 1.B třída skupina B | 7      | 26 | 2  | 5 | 19 | 23 | 76 | -53 | 11 | 14.    |
| 2005/2006    | Okresní přebor      | 8      | 25 | 9  | 3 | 13 | 45 | 51 | -6  | 30 | 9.     |
| 2006/2007    | Okresní přebor      | 8      | 26 | 9  | 6 | 11 | 41 | 50 | -9  | 33 | 9.     |
| 2007/2008    | Okresní přebor      | 8      | 26 | 11 | 5 | 10 | 45 | 49 | -4  | 38 | 10.    |
| 2008/2009    | 1.B třída skupina B | 7      | 26 | 6  | 7 | 13 | 41 | 47 | -6  | 25 | 13.    |
| 2009/2010    | Okresní přebor      | 8      | 26 | 11 | 5 | 10 | 45 | 49 | -4  | 38 | 12.    |
| 2010/2011    | Okresní přebor      | 8      | 26 | 11 | 5 | 10 | 45 | 49 | -4  | 38 | 8.     |
| 2011/2012    | Okresní přebor      | 8      | 26 | 8  | 7 | 11 | 37 | 49 | -12 | 31 | 9.     |
| 2012/2013    | Okresní přebor      | 8      | 26 | 12 | 6 | 8  | 45 | 31 | 14  | 42 | 6.     |
| 2013/2014    | Okresní přebor      | 8      | 26 | 10 | 5 | 11 | 36 | 41 | -5  | 35 | 7.     |
| 2014/2015    | Okresní přebor      | 8      | 26 | 9  | 7 | 10 | 49 | 49 | 0   | 34 | 9.     |
| 2015/2016    | Okresní přebor      | 8      | 26 | 15 | 4 | 7  | 43 | 25 | 18  | 49 | 2.     |
| 2016/2017    | Okresní přebor      | 8      | 26 | 14 | 4 | 8  | 53 | 42 | 9   | 46 | 4.     |
| 2017/2018    | Okresní přebor      | 8      | 26 | 11 | 5 | 10 | 52 | 42 | 10  | 38 | 7.     |
| 2018/2019    | Okresní přebor      | 8      | 26 | 12 | 5 | 9  | 56 | 34 | 22  | 41 | 7.     |
| ** 2019/2020 | Okresní přebor      | 8      | 13 | 6  | 4 | 3  | 21 | 14 | 7   | 22 | 4.     |
| ** 2020/2021 | Okresní přebor      | 8      | 9  | 6  | 2 | 1  | 16 | 13 | 3   | 20 | 4.     |
| 2021/2022    | Okresní přebor      | 8      | 26 | 13 | 3 | 10 | 67 | 53 | 14  | 42 | 6.     |
| 2022/2023    | Okresní přebor      | 8      | 26 | 10 | 5 | 11 | 52 | 51 | 1   | 35 | 9.     |
| *2023/2024   | Okresní přebor      | 8      | 13 | 7  | 1 | 5  | 45 | 31 | 14  | 22 | 6.     |

**= sezona předčasně ukončena z důvodu pandemie covidu-19
*= aktuální sezóna (výsledky ke 1.12.2023)

## Bývalí hráči TJ SK Jevíčko
- Michal Belej (konec hráčské kariéry)
- David Huf (FK Pardubice)
- Jiří Batelka (SFK Vrchovina Nové Město na Moravě)